# Enzio von Sardinien

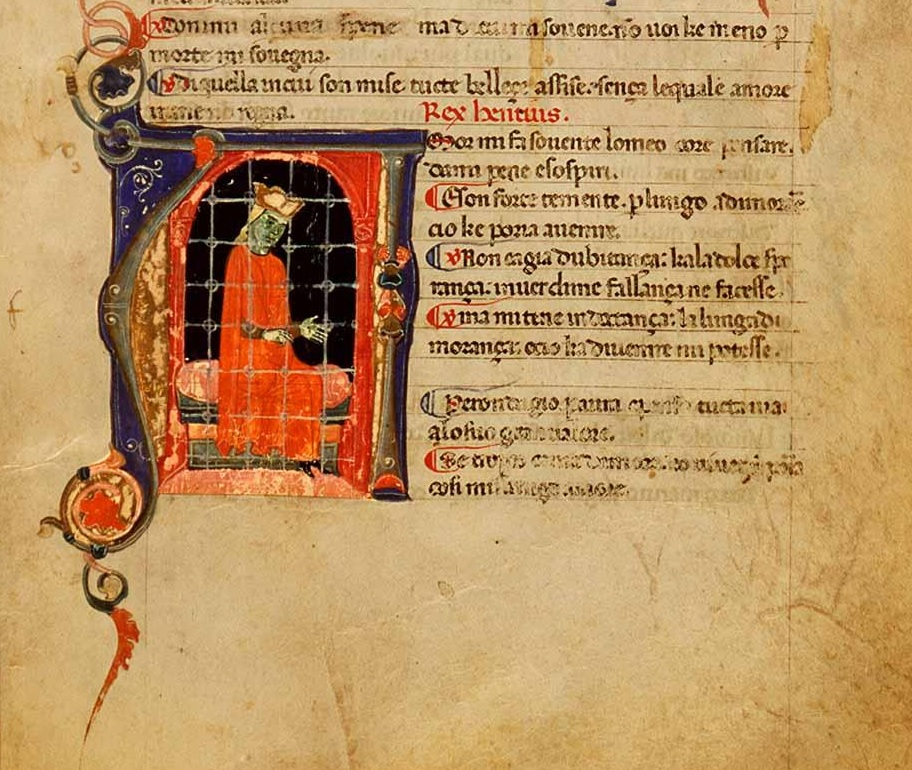
Der gefangene König Enzio von Sardinien (hier „Rex Hentius“ genannt) in der Initiale zu Amor mi fa sovente in der Liederhandschrift Canzoniere Palatino, entstanden Ende des 13. Jahrhunderts in Pistoia.

Enzio (italienisch Enzo di Svevia) (* um 1220; † 14. März 1272 in Bologna) war König von Sardinien von 1239 bis 1249 (Titularkönig bis 1272). Er war ein unehelicher Sohn Kaiser Friedrichs II. mit einer schwäbischen Adligen namens Adelheid. Sein italianisierter Name Enzo geht auf Hencius (auch Hentius), den latinisierten deutschen Namen Heinz (Kurzform von Heinrich), zurück.

## Jugend und militärische Erfahrungen

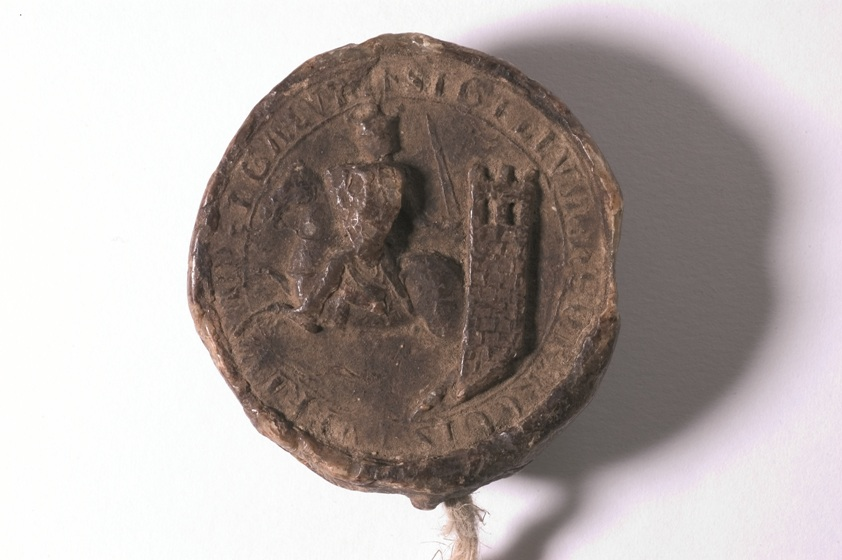
Siegel von Enzio, 1240, Archivio Storico Comunale in Cagli. Umschrift: Sigillum Henrici Regis Turrium et Gallur(is).

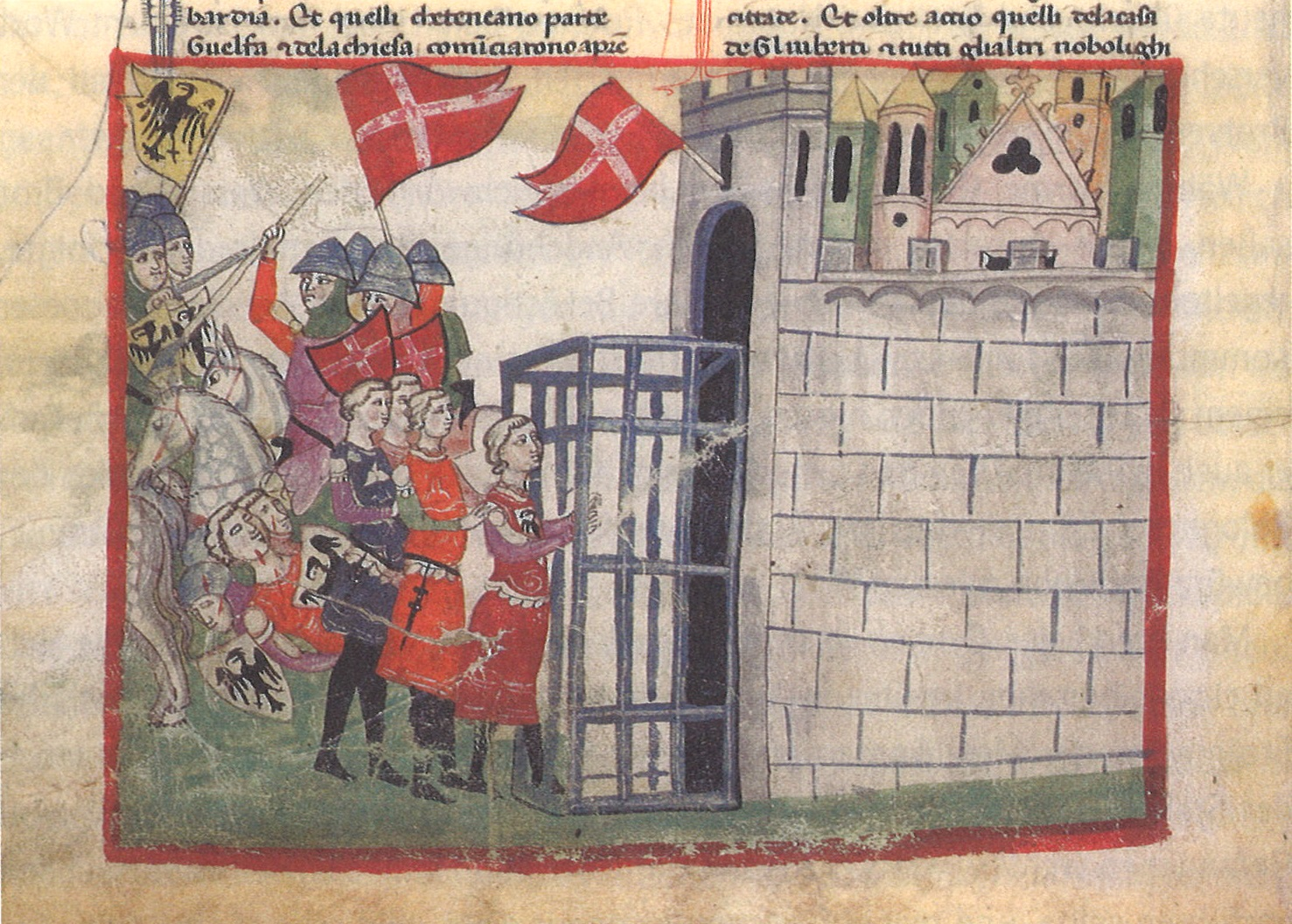
Nach der Schlacht bei Fossalta im Jahre 1249 wird der gefangene Enzio in Bologna in einen Eisenkäfig gesperrt. Giovanni Villani, Nouva Cronica, 14. Jahrhundert.

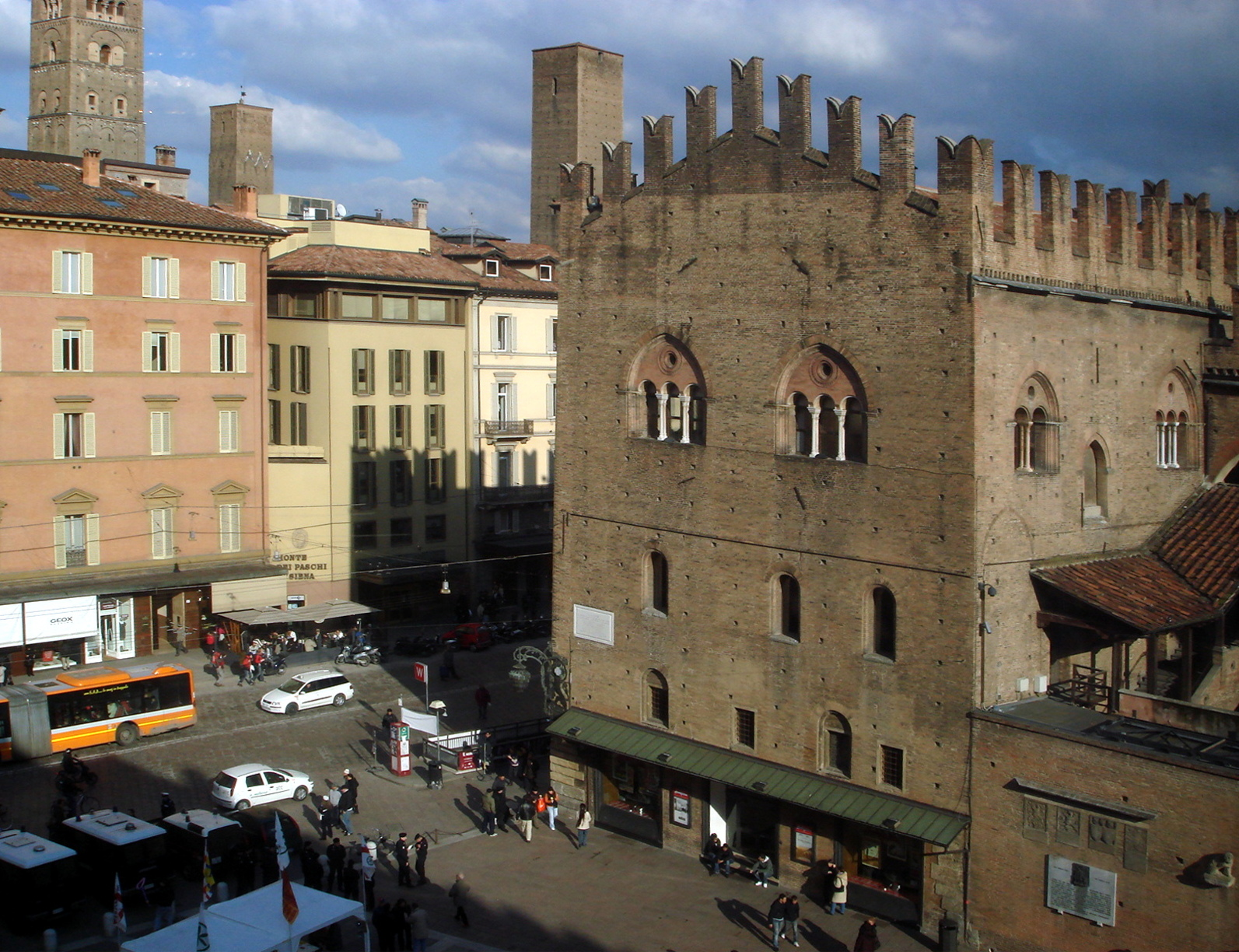
Palazzo Re Enzo in Bologna

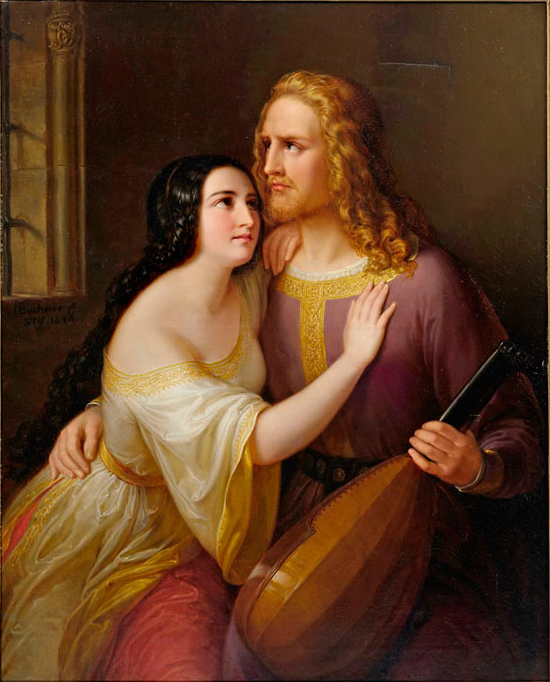
Johann Georg Buchner: König Enzio im Gefängnisse von seiner Geliebten Abschied nehmend. Öl auf Leinwand, signiert und datiert 1846 mit Ortsangabe Stuttgart, 113×92 cm.

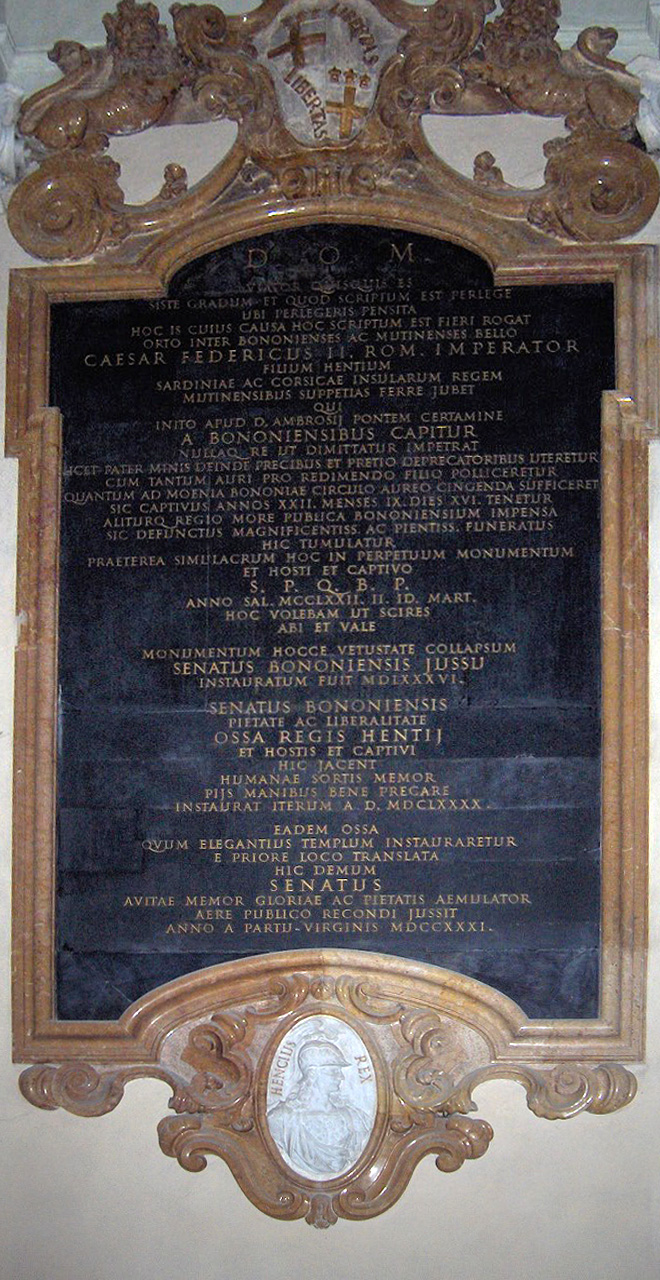
Grabmal von Enzio in der Basilica di San Domenico in Bologna

Enzio wurde wahrscheinlich zwischen 1212 und 1222 geboren. Er war unter den vielen Kindern und Bastarden seines Vaters ein Liebling, dem er einigen Quellen zufolge in Aussehen und Charakter sehr ähnlich gewesen sein soll und mit dem er die Liebe zur Poesie teilte. 1238 wurde er von Friedrich II. zum Ritter geschlagen. Im selben Jahr heiratete er Adelasia de Lacon-Gunale (* um 1207; † 1255), Richterin (Iudicessa) vom Judikat Torres (dem Nordwesten Sardiniens), Tochter des Richters Mariano II. von Torres und der Agnes de (Lacon-)Massa, und Witwe des Richters von Gallura (dem Nordosten Sardiniens), Ubaldo Visconti. 1246 wurde diese Ehe auf Betreiben Adelasias wieder geschieden,
deren Titel Enzo aber nach der Scheidung behielt. Die nachfolgende Herrschaft Enzos beruhte auf dem Konsens der sardischen Großen, deren Karrieren er förderte.
Die Insel Sardinien war damals in vier Teilkönigreiche (Judikate Gallura, Cagliari, Arborea, Torres) geteilt, deren Herrscher den Titel „iudex“, d. h. Richter, führten. Tatsächlich aber hatten sie eine königgleiche Stellung inne. Adelasia brachte in ihre Ehe mit Enzio zwei der vier Teilkönigreiche ein. 1239 wurde Enzio von seinem Vater zum König von Sardinien und Generallegaten in Mittel- und Oberitalien ernannt. In dieser Funktion führte er in der Romagna, den Marken und der Toskana militärische Unternehmungen gegen die aufständischen Guelfen.
Er bereitete die Gefangennahme hoher kirchlicher Würdenträger vor, die von Gregor IX. zu einem Konzil nach Rom gerufen waren, um Friedrich II. zu exkommunizieren. Die eigentliche militärische Operation bei der Seeschlacht von Giglio führte aber nicht er, sondern ein kaiserlicher Admiral, der 1241 jene genuesischen Schiffe bei der Insel Giglio abfing, auf denen sich Bischöfe und Kardinäle aus ganz Europa befanden. Zusammen mit Ezzelino III. da Romano kämpfte er danach in Oberitalien gegen die guelfischen Kommunen. 1245 von den Mailändern bei Gorgonzola gefangen genommen, wurde er sofort gegen Gefangene ausgetauscht. 1247 nahm er an der glücklosen Belagerung Parmas teil. In dieser Zeit (1247/48) schloss er seine zweite Ehe mit einer Freiin von Enn, einer Tochter des Henricus III., Podestà von Verona und Nichte des Ezzelino III. da Romano.

## Gefangennahme und Haftzeit
Wenige Monate nach seiner zweiten Vermählung mit Enne geriet er am 26. Mai 1249 nach der Schlacht bei Fossalta bei Modena zusammen mit zahlreichen Deutschen und Cremonesen in bolognische Gefangenschaft. Obwohl Friedrich II. seine sofortige Freilassung forderte, beschloss die Kommune Bologna, Enzio bis zu seinem Tode gefangenzuhalten, gleichsam als lebendes Symbol des Stolzes der Stadt.
Mit dem Tod Friedrichs II. 1250 musste Enzio die Hoffnung auf Befreiung oder die Freilassung durch Zahlung von Lösegeld aufgeben.
Enzio lebte danach mehr als 22 Jahre in ritterlicher Haft in jenem „Palazzo Nuovo“ in Bologna, der nach ihm bis heute Palazzo Re Enzo heißt. Hier meditierte er in melancholischen Versen nach Art der Scuola poetica siciliana (Sizilianische Dichterschule) über sein eigenes tragisches Schicksal und den Untergang seines Hauses. Von ihm sind zwei Canzonen, ein bekanntes Sonett («Tempo vene che sale chi discende») und ein Fragment erhalten.
In der Haft erlebte er den Untergang der Staufer. In Sizilien konnte sein Halbbruder Manfred zwar noch das staufische Königtum bis zur Schlacht bei Benevent 1266 sichern, in der er fiel. Sein Neffe Konradin, Sohn Konrads IV. und der letzte Staufer in legitimer Linie, erlitt in der Schlacht bei Tagliacozzo am 23. August 1268 eine vernichtende Niederlage gegen die Ritter Karls von Anjou. Er wurde am 29. Oktober 1268 im Alter von 16 Jahren auf Befehl Karls von Anjou auf der Piazza del Mercato in Neapel öffentlich hingerichtet. Dreieinhalb Jahre später starb Enzio nach fast dreiundzwanzigjähriger Haft in Bologna. Er wurde dort in der Basilica San Domenico, der Grablege des Hl. Dominikus, bestattet. Sein Grab befindet sich in der Ostwand des nördlichen Seitenschiffes hinter einem barocken Epitaph.

## Literarisches Nachleben
Die Inschrift auf Enzios Grabmal stammt von dem berühmten Magister der Ars Notaria, Rolandino de’ Passeggeri, dem irrtümlich auch die Verfasserschaft des stolzen Briefes der Bolognesen an Friedrich II. zugeschrieben wurde, in welchem dem Kaiser die Auslösung seines Sohnes verweigert wurde.
Die Gestalt des unglücklichen jungen Herrschers, dessen Tapferkeit, Bildung und blonde Schönheit von allen gerühmt wurde, inspirierte Giovanni Pascoli zu seinen „Canzoni di re Enzio“ (1909).

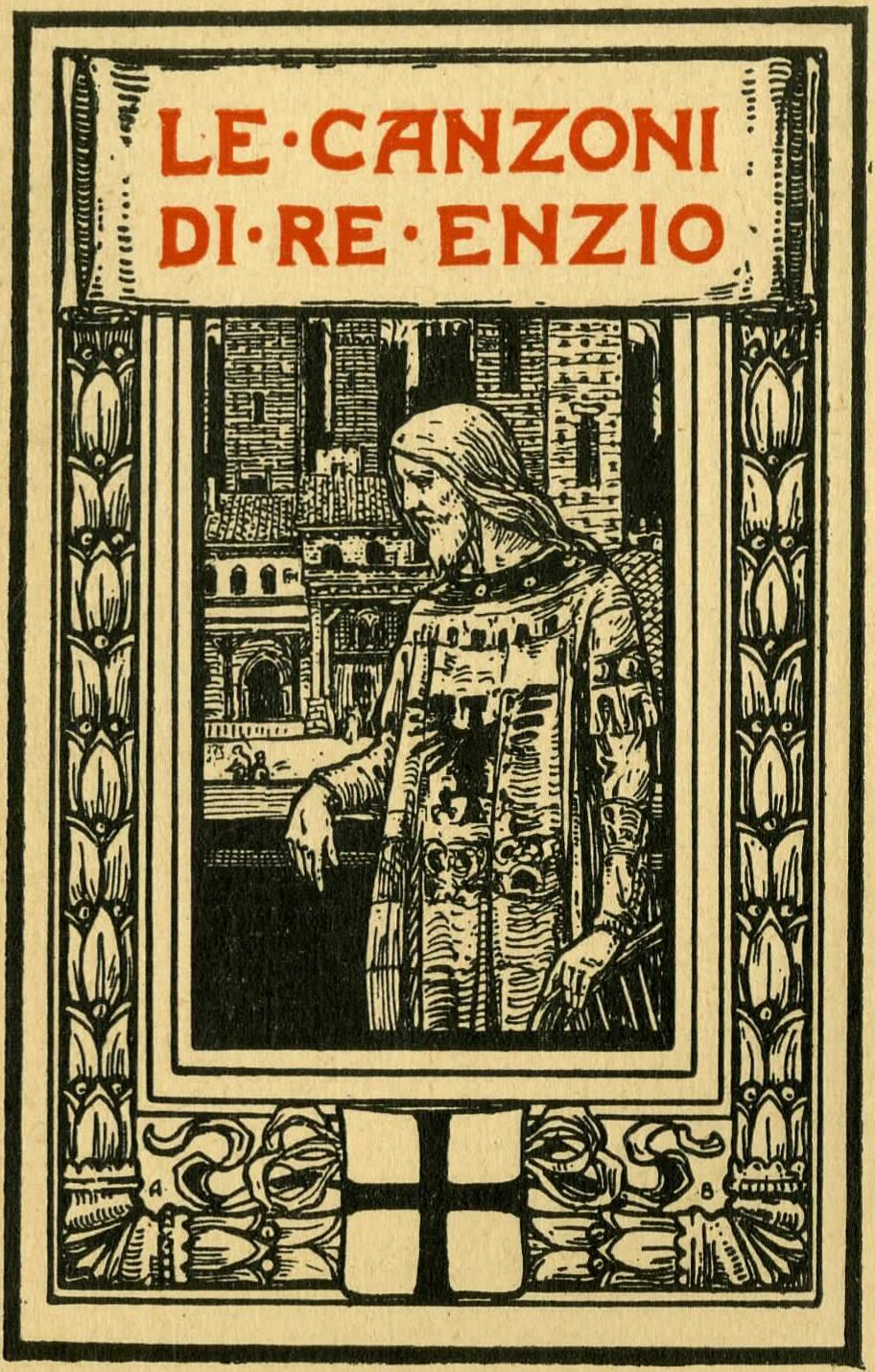
Pascoli - Canzoni di Re Enzio-La canzone del Carroccio, 1908

Der Freund und spätere Ehemann der Hauptfigur Veronika in Gertrud von le Forts Romanen Das Schweißtuch der Veronika und Der Kranz der Engel wird König Enzio genannt.

## Nachfahren
Enzio hinterließ nachweislich keine ehelichen Nachkommen. In seinem Testament erwähnt er eine Tochter namens Elena (als Tochter einer gewissen Frascha), die den Pisaner Guelfo della Gherardesca heiratete und mit diesem mehrere Kinder hatte. Des Weiteren werden in Enzios Testament die beiden Töchter Magdalena und Costanza genannt, allerdings ohne Nennung der Mutter. Hinweise auf andere Nachkommen, z. B. einen vermeintlichen Sohn mit Namen Heinrich, sind spekulativ. Die Geschichte von einem angeblichen Sohn namens Bentivoglio, auf den sich später das gleichnamige Bologneser Geschlecht berief, ist dem Bereich der Legende zuzuordnen.